# ハナムグリ
ハナムグリ（花潜、Cetonia（Eucetonia）pilifera pilifera）は、コウチュウ目・コガネムシ上科・コガネムシ科・ハナムグリ族・ハナムグリ亜族・ハナムグリ属に属する昆虫の一種名（和名）である。春から秋にかけて各種の花に飛来し、背面は緑色、又は光沢のある茶褐色だ。そこに白い斑点がある。体長は14-20mmほど。花の受粉に深く関わっている昆虫の一つでもある。和名の由来は成虫が花に潜り、花粉や蜜を後食することによる。
また同時にこの名は、コガネムシ科の内、ハナムグリ亜科、トラハナムグリ亜科、ヒラタハナムグリ亜科、ヒゲブトハナムグリ亜科に属する昆虫の総称としても使用される。以下は総称としてのハナムグリについて記す。

## 総称としてのハナムグリ

### 他の亜科との違い
ハナムグリ類の成虫は、スジコガネ亜科、ビロウドコガネ亜科等の食葉性「コガネムシ」類に比べ、前胸背板後端〜上翅背が平面となる。またハナムグリ亜科では前胸〜中胸が幅広く角張り両側に突出する。ハナムグリ亜科、ヒラタハナムグリ亜科、トラハナムグリ亜科は、左右の前翅は羽化後にそのまま融合してしまい開くことができず、上翅側縁の中央からやや前方がえぐれることによって後翅を羽ばたく際の可動範囲を確保している（後述、飛翔様式を参照）。
色彩は様々であるが、ヒゲブトハナムグリ、コアオハナムグリ等の小型のものからミヤマオオハナムグリ（旧ムラサキオオハナムグリ）のような大型のものまで、顕著な金属光沢を有する種が多い。一方、山地に生息する訪花性の小型種ではビロード状の微毛が鮮やかな斑点や幾何学模様を形成する種が目立つ。中にはクロハナムグリのようにほぼ真っ黒のつや消しという種もある。
カナブンもハナムグリ亜科に属する広義のハナムグリの一種であるが、この名称は金属光沢に富んだコガネムシ科の昆虫の俗称的総称でもある。
Protaetia属、Oxycetonia属などの成虫は広葉樹の樹液、果汁、花蜜、花粉を後食するが、後食をおこなわず成虫の寿命が数日〜数週間程度しかない種も多い。また、オオチャイロハナムグリは飼育下では果汁等を吸汁するが、野生下ではおもに何を後食しているのかよく分かっていない。訪花については、他の多くの昆虫と同様、紫外線目標定位によって、白い花弁の細かい花が好まれる。
一般的なコガネムシ類が植物の葉を齧るものが多いのに対して、キク科などの植物の花に飛来して花粉や蜜を摂取するものや、樹液、発酵した果実などに集まってこれを吸汁するものが多い。

### 飛翔様式
ハナムグリは昼行性で昼間に活発に飛翔する種類が少なくない。Protaetia属、Cetonia属、Oxycetonia属等は他のほとんどの甲虫のように鞘翅を展開せず、外側を僅かに持ち上げることによって腹部との間に隙間を作ってここから後翅を広げる。これによって多くの甲虫に比べて格段に機敏な飛翔をすることが可能になっている。ただ、アシナガハナムグリ属やヒゲブトハナムグリ亜科等はこのような飛翔様式をとらない。灯火にも飛来することがある。
ハナムグリの自然な飛行パターンと、旋回に使われる筋肉への電気刺激を調査する過程で筋肉が羽の折り畳みだけでなく旋回もコントロールしている事が判明して「筋肉は、飛翔した後に羽を折り畳むために使われる」という、1800年代以降変わらなかった昆虫学の“常識”が覆された。

### 幼虫
幼虫は腐葉土、堆肥、朽木といった腐植質を食物として育つ。その形は、一般にジムシと呼ばれるもので、硬い頭部以外は柔らかく薄い外皮に包まれ脂肪に富んでいるため、多くの動物の餌になる。胸部、腹部の区別なく円筒形に近いが、腹面は平らになっている。胸部にある三対の歩脚は硬い外骨格があってしっかりしているが、短いため体を支えるにはほとんど役にたたない。眼は（複眼も単眼も）存在しない。
このような形態はコガネムシ科甲虫の全種、またコガネムシ上科のクワガタムシ科ともほぼ共通である。
ただ、興味深い特徴として、ハナムグリの名を冠する亜科群のうちハナムグリ亜科の幼虫は、前述のような近縁のグループの幼虫に比べて、著しく移動力に富む種が多い。餌に潜り込んでいる状態では他のコガネムシ上科の昆虫の幼虫と同様に体をC字形に曲げて生活しているが、地中の餌を食い尽くした場合や、潜り込んでいる餌の中から人為的に掘り出された場合などには、地表で背面を下にして体を真っ直ぐ伸ばし、背面に密生する剛毛を地面に引っ掛けながら蠕動し、かなりの速さで歩行する。つまり、背中で歩くわけで、実際に見てみるとユーモラスな動きである。ハナムグリ類の幼虫のこうした歩行は、農村地帯の道路や都市郊外の畑などで、稀に日中でも目撃されることがある。
幼虫の生息場所は、上記に挙げた一般的なものの他に、テナガコガネ同様に樹洞中に形成、堆積した軟らかい腐植土（ハナムグリ亜科のミヤマオオハナムグリ、トラハナムグリ亜科のオオチャイロハナムグリなど）、猛禽類の永年使われた巣の下部の排泄物がしみこんで腐朽した巣材（アカマダラハナムグリ）といった特殊な環境のものも知られる。

### その他
- ゴライアスオオツノハナムグリ - 世界最大のハナムグリ。アフリカ産。
- シロテンハナムグリ -  市街地でも見られる樹液食性ハナムグリの最普通種でシラホシハナムグリと混生する。
- コアオハナムグリ - 市街地でも見られる訪花性ハナムグリの最普通種であるが近畿以南ではオキナワコアオハナムグリと混生する。
  - 1997年（平成9年）11月28日発売の10円普通切手の意匠になった。
- カブトハナムグリ - 頭部と前胸背に長い角を持つハナムグリ。カリマンタン島産。

## 名前の由来
訪花性の生態に由来し、漢字かな交じり文では「花潜り」（はなむぐり）と表記する。

## ギャラリー

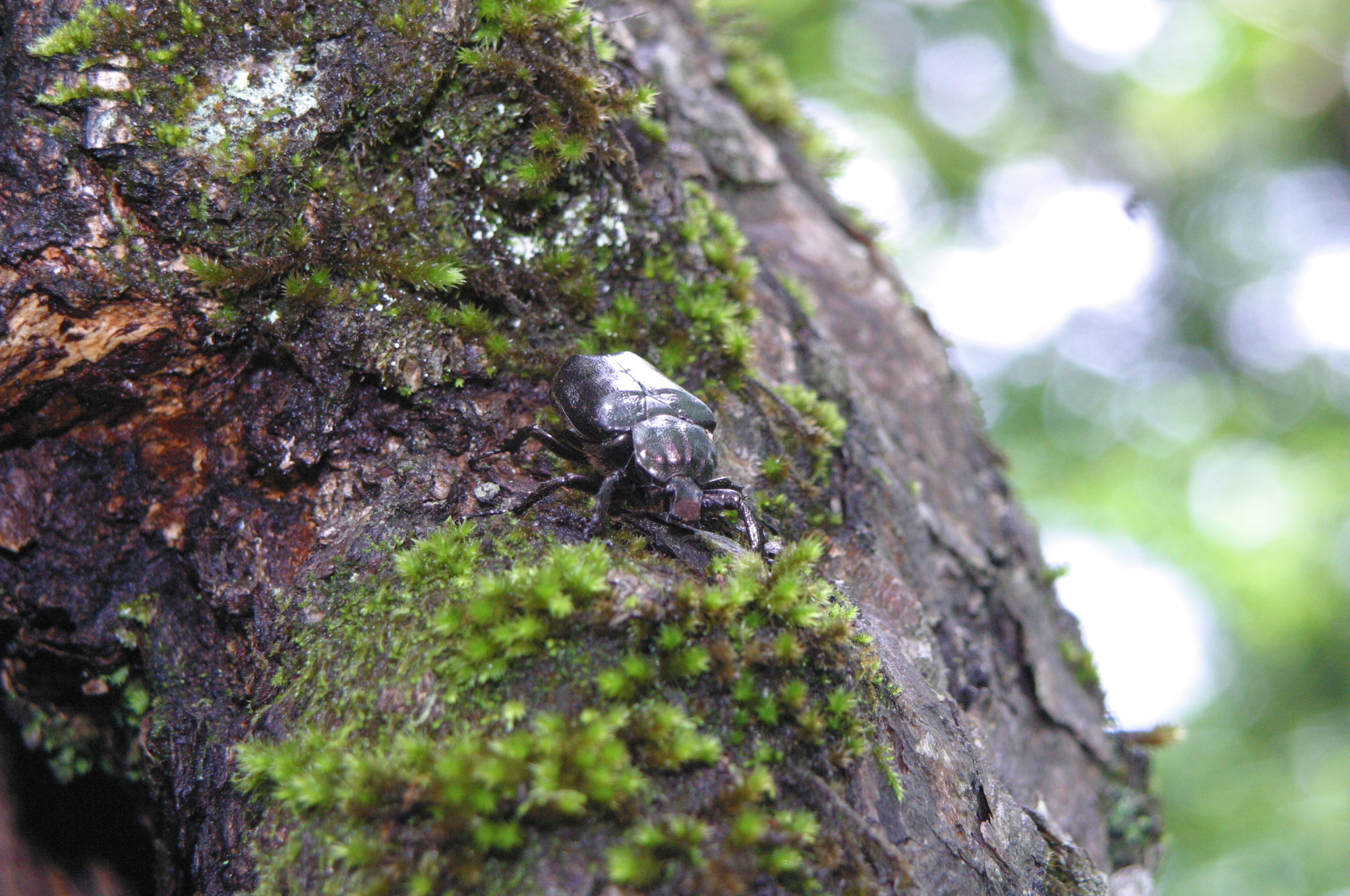
オオチャイロハナムグリ♂

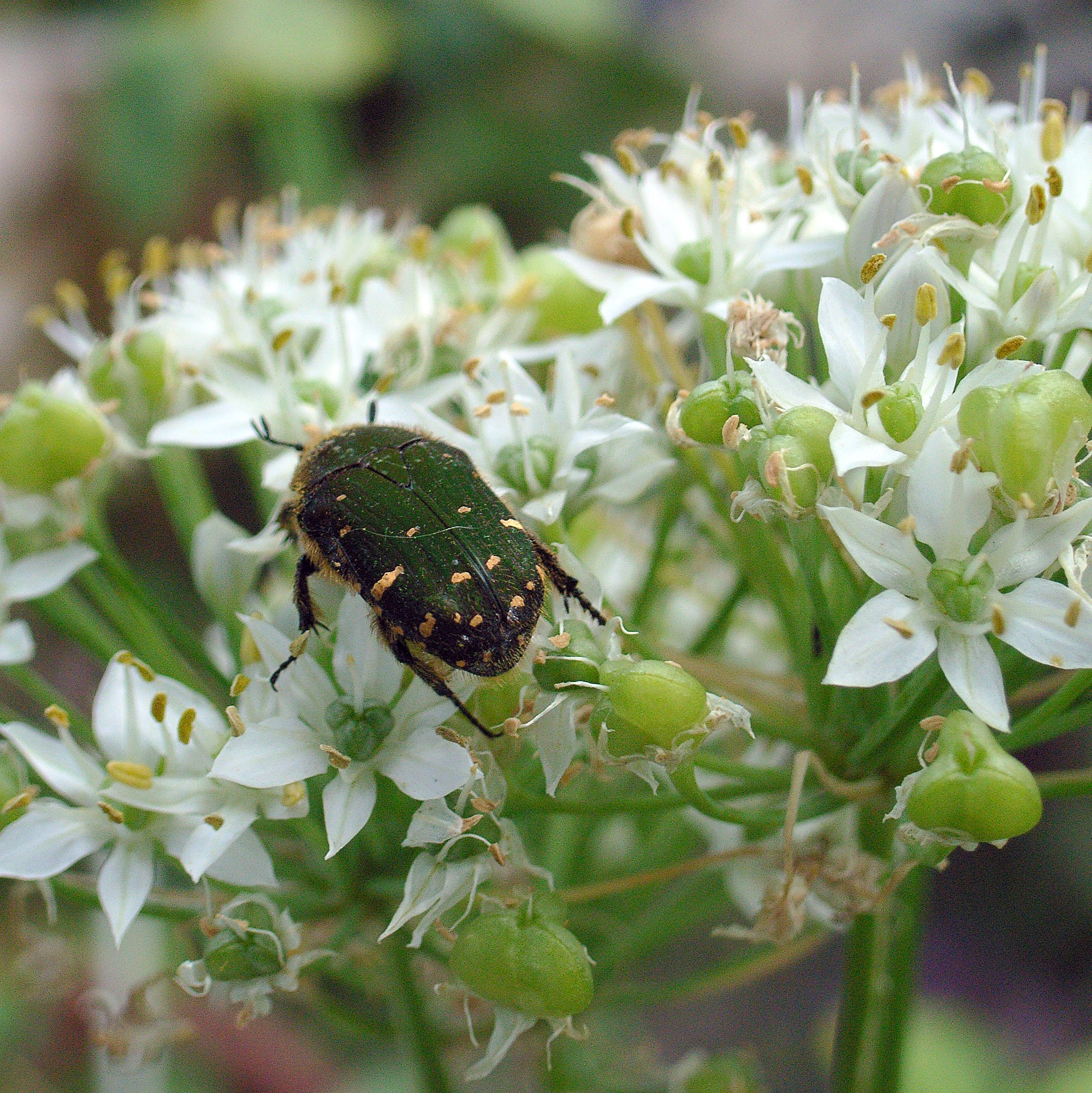
コアオハナムグリ
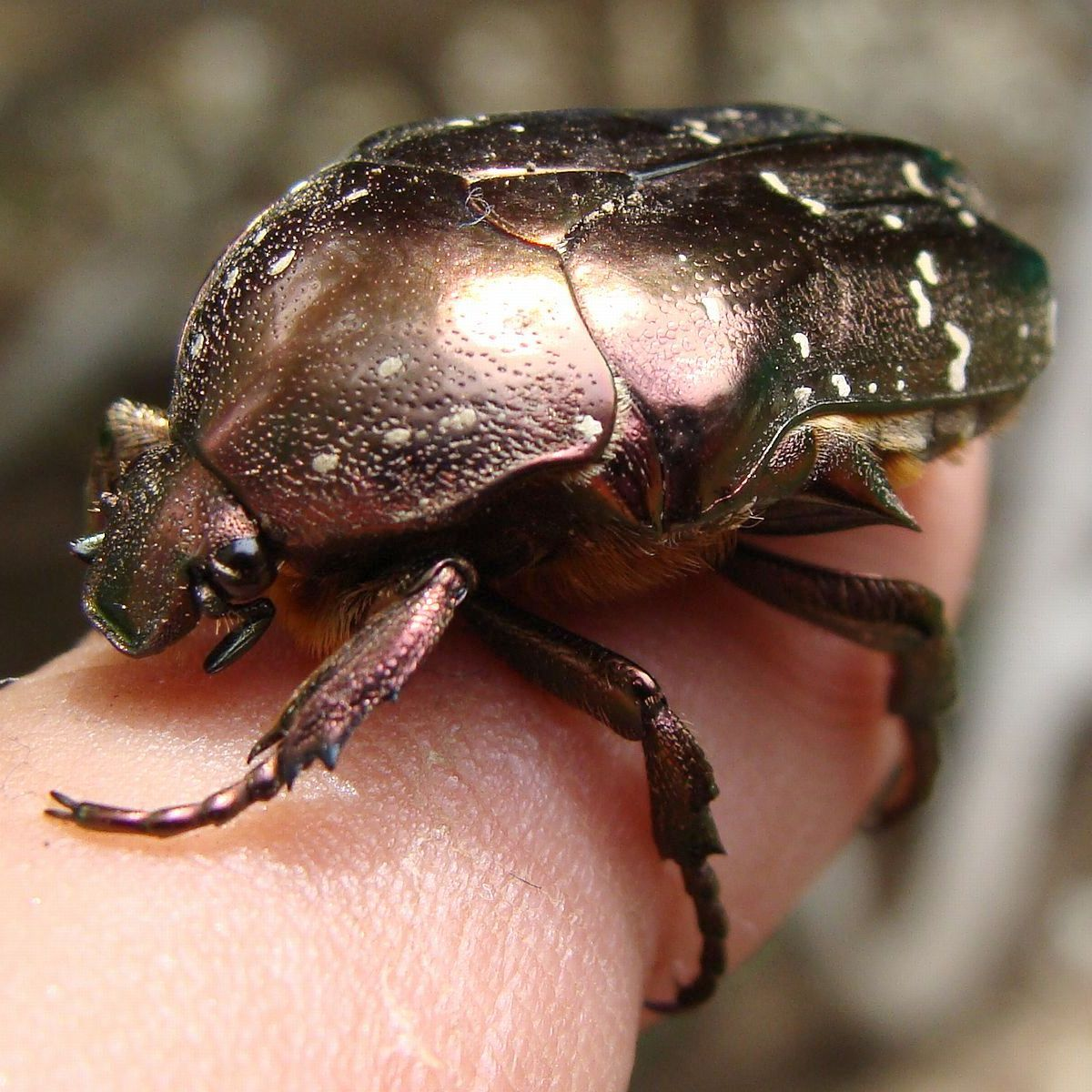
シロテンハナムグリ
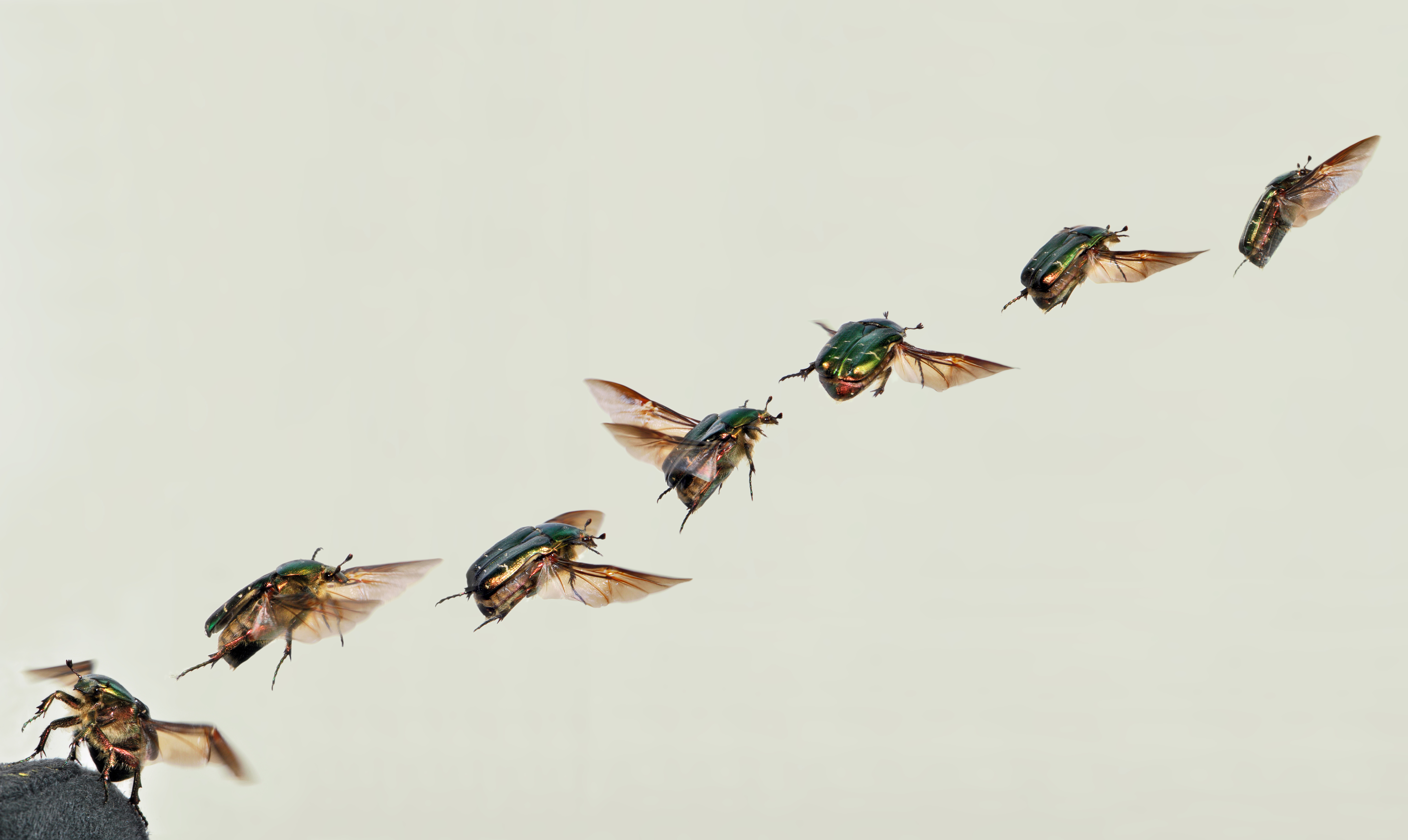
キンイロハナムグリの飛び立ち（連続写真）